# Norfolk (Virgínia)
Norfolk és una ciutat independent ubicada a Virgínia, Estats Units d'Amèrica, de 234.403 habitants segons el cens de l'any 2000 i amb una densitat de 1.684,4 per km². Norfolk és la 80a ciutat més poblada del país. Es troba a uns 150 quilòmetres de la capital de l'estat, Richmond. L'actual alcalde és Paul D. Fraim.

## Fills il·lustres
- Joe Garland (1903-1977) saxofonista i clarinetista de Jazz

## Ciutats agermanades
- Kitakyushu (Japó)
- Wilhelmshaven (Alemanya)
- Norfolk (Regne Unit)
- Toló (França)
- Kaliningrad (Rússia)
- Halifax (Canadà)
- São Paulo (Brasil)